# Josep Pey i Farriol

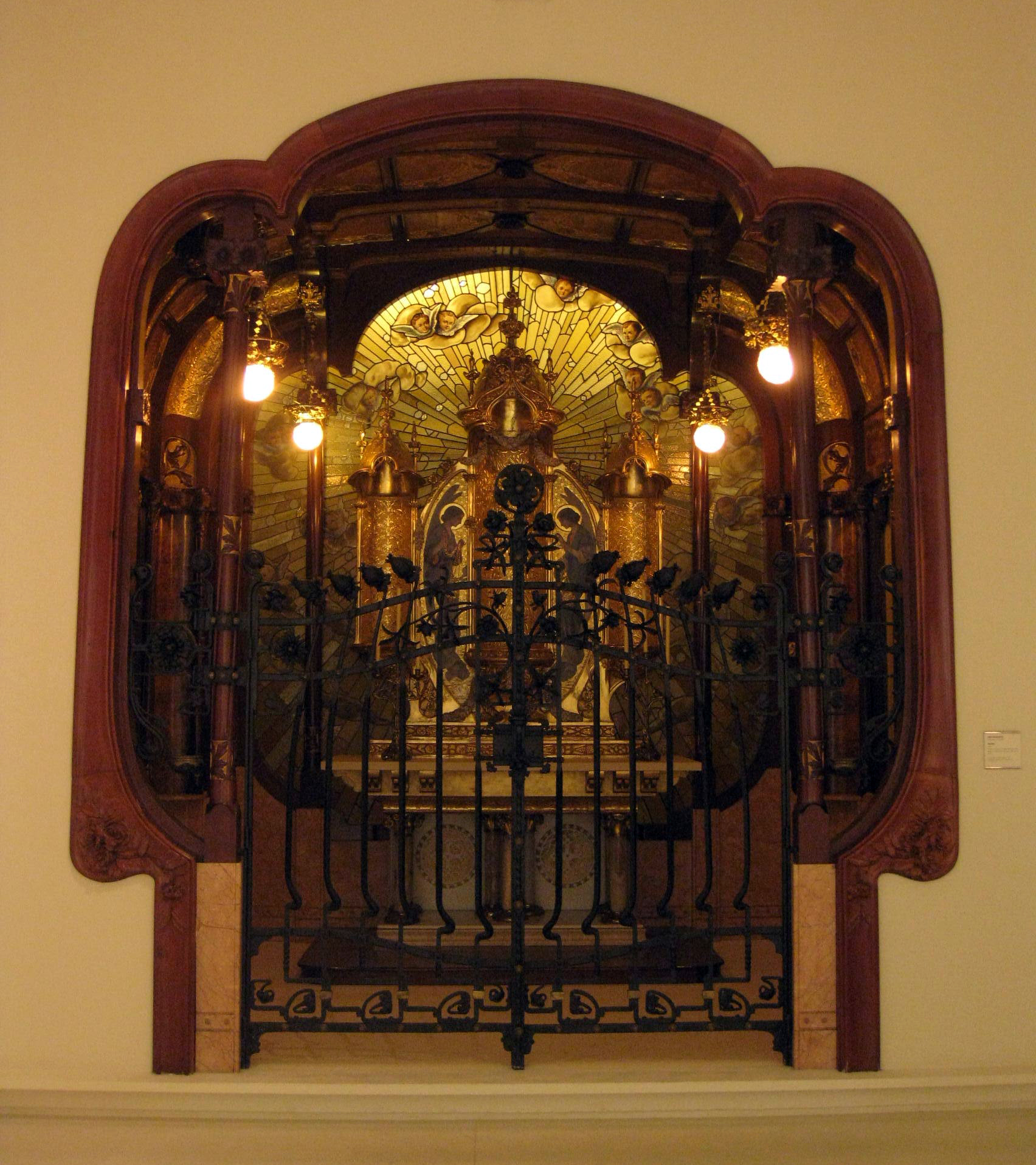
Oratori de la casa Cendoya, de Joan Busquets i Jané i Josep Pey, conservat al MNAC

Josep Pey i Farriol   (Barcelona, 1875 - 1956) va ésser un decorador, pintor i dibuixant, il·lustrador català, dissenyador d'esgrafiats, vitralls, mosaics, marqueteries i porcellanes i també restaurador d'obres antigues.

## Biografia
Fill de Antoni Pey i Tohà paleta d'ofici i de Josefa Farriol Girós naturals de La Pobla de Segur. Oncle de Santiago Pey i Estrany fill del seu germà Santiago Pey.
Format a l'Ateneu Obrer de Barcelona i a l'escola de la Llotja, s'especialitzà en la pintura de ventalls, generalment de tema taurí, encara que també destacà com a retratista.
Dibuixà marqueteries per al moblista Gaspar Homar, treballà com a decorador en el taller de Coll i d'Oleguer Junyent, realitzà decoracions i plafons murals per a la Banca Soler i Torra, per al Col·legi de Notaris i per al Parlament de Catalunya.
També decorà porcellanes d'estil modernista i simbolista (en col·laboració amb Antoni Serra Fiter), il·lustrà diverses obres de bibliòfil, i col·laborà amb publicacions periòdiques barcelonines com La Rondalla del Dijous, D'Ací i d'Allà, Hojas Selectas i Mercurio.
El 1892 va participar en l'Exposició Nacional d'Indústries Artístiques i Internacional de Reproduccions de Barcelona, amb teles pintades a l'oli per ventalls.
El seu fons documental es conserva en el Centre de Documentació del Museu del Disseny de Barcelona.
Entre les seves obres destaquen els gerros: 'Les Arts' (1907), 'La Anunciació' (1906)